# 昭和東南海地震
1944年東南海地震（也被稱為昭和東南海地震）是指日本標準時間在1944年12月7日於當地時間在下午1點36分（昭和19年）發生在日本紀伊半島的強烈地震，震央位於在熊野灘、三重縣尾鷲市外海大約20公里（北緯33度8分、東經136度6分），矩震級為8.1Mw（也有科學家認為應該是8.2Mw），地震最大烈度超過震度為5（大約相當於麥加利地震烈度為8度）。在1944年東南海地震發生當時曾被稱為遠州灘地震，但是日本政府為了隱瞞東海地方的軍用工廠都遭到了破壞的消息，於是就改稱為東南海地震。昭和東南海地震對於和歌山縣與東海地方都造成了嚴重破壞，並且導致有1,223人罹難或著是失蹤。昭和東南海地震與鳥取地震、三河地震以及昭和南海地震這4個地震在1943年到1946年連續4年發生，罹難人數超過有1,000人。

## 起因

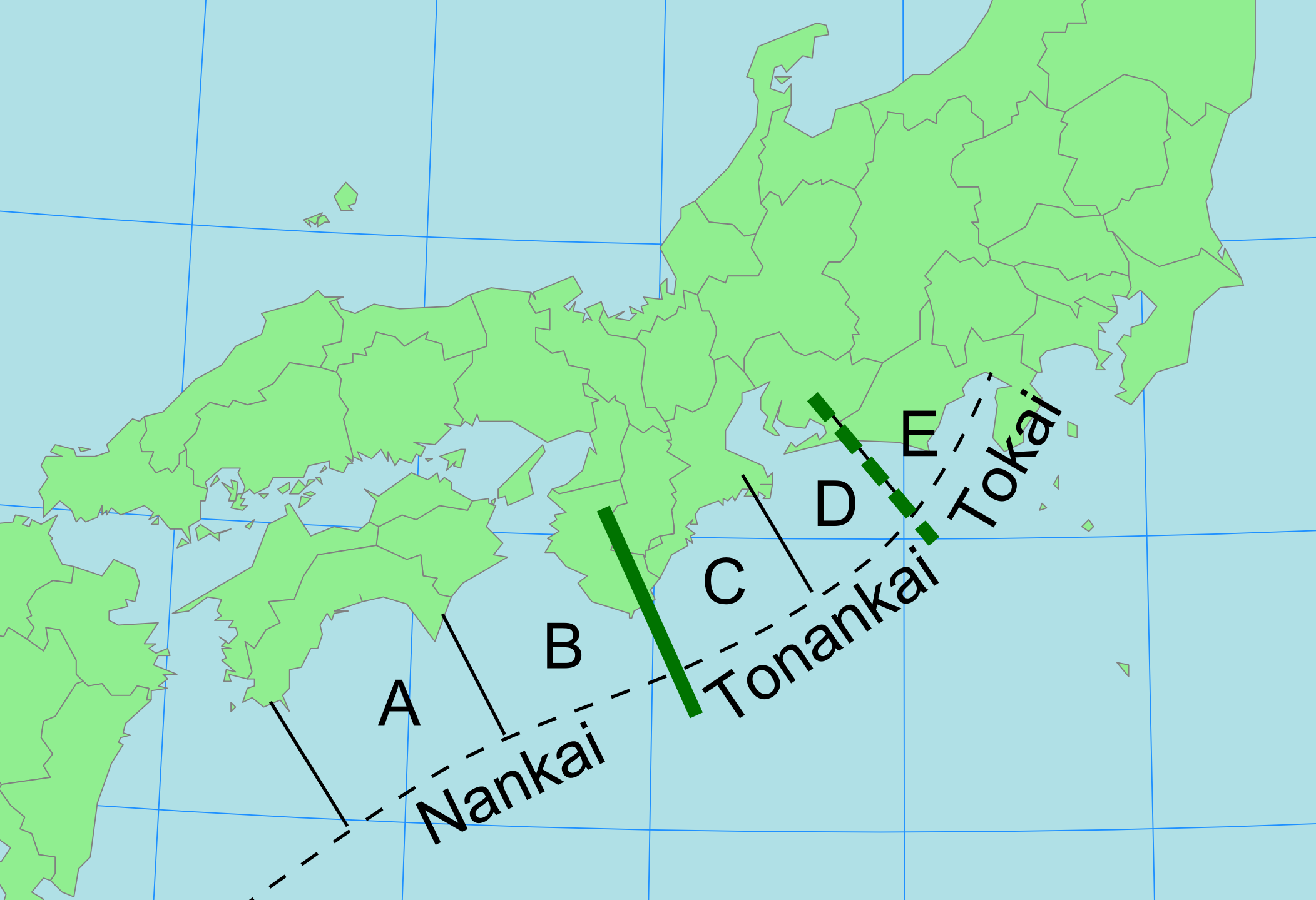
南海地區則存在有5個相異且獨立的破裂帶，分別是A（土佐灣）、B（紀伊水道）、C（熊野灘）、D（遠州灘）與E（駿河灣）

這是因為本州南方的南海海槽發生錯動，結果導致讓菲律賓板塊引沒到歐亞板塊下方而引發了海溝型地震。聚合板塊邊緣發生碰撞時常會產生地震，甚至是大型逆衝區地震。南海地區則存在有5個相異且獨立的破裂帶，分別是A（土佐灣）、B（紀伊水道）、C（熊野灘）、D（遠州灘）與E（駿河灣）。這5個相異且獨立的破裂帶在最近有1,300年（歷史上最早的記錄是684年11月26日發生的白鳳地震）中曾經數次發生大型地震，週期大約是100年到150年之間。南海地震與東南海地震經常互相影響，例如昭和南海地震（破裂帶為A與B）在昭和東南海地震（破裂帶為C與D）發生2年之後也出現，而1854年的安政東海地震與安政南海地震只相差了32個多小時。
未來E破裂帶地區（C與D破裂帶地區可能也包含在內）如果發生了大地震也很有可能會引發與安政東海地震相當破壞。根據觀測結果推斷，昭和東南海地震破裂範圍為220公里x140公里 。

## 地震觀測
| 震度 | 地方     | 觀測所                                                   |
| ---- | -------- | -------------------------------------------------------- |
| 6    | 東海地方 | 御前崎市、津市                                           |
| 5    | 北陸地方 | 福井市、敦賀市                                           |
| 5    | 甲信地方 | 甲府市                                                   |
| 5    | 東海地方 | 濱松市、龜山市、尾鷲市、岐阜市、名古屋市                 |
| 5    | 近畿地方 | 彦根市、奈良市                                           |
| 4    | 關東地方 | 前橋市、秩父市、東京都千代田區、横浜市                   |
| 4    | 北陸地方 | 上越市、富山市、輪島市                                   |
| 4    | 甲信地方 | 富士河口湖町、松本市、飯田市                             |
| 4    | 東海地方 | 熱海市、高山市、三島市、静岡市                           |
| 4    | 近畿地方 | 宮津市、京都市、大阪市、神戸市、洲本市、和歌山市、串本町 |
| 4    | 四國地方 | 徳島市、高松市、多度津町、松山市、室戶市、高知市         |

日本許多地區都觀測到昭和東南海地震，三重縣津市、静岡縣御前崎市、長野縣諏訪市观测到震度為6、近畿地區中部观测到震度為5，而東京地區則為震度為3到4。根據後續的調査，推定愛知縣福地村、袋井町发生了相当於震度為7的摇晃。東海地方西側地區的震度與1854年安政東海地震則相當類似、駿河灣周圍與山梨縣甲府盆地則比安政東海地震的震度更大。
北海道森町與旭川市則觀測到震度為1。東京則觀測到持續10分鐘以上的長周期地震動、地震計记录的搖晃時間長達30分鐘到40分鐘。
東海市太田川附近下沉了為2公尺、渥美半島也下沉了為0.3公尺到0.4公尺、濱松東部則下沉了為0.2公尺，而掛川則隆起為0.07公尺、相良港也隆起為0.3公尺、御前崎則隆起為0.15公尺。昭和東南海地震北西側沈降、南東側隆起的變動與安政東海地震相同，地殻變動的幅度不大。
受到昭和東南海地震的影響、附近地區發生許多次誘發地震：
- 東南海地震發生47天之後（1945年1月13日） ，愛知縣蒲郡市附近發生了三河地震。
- 東南海地震發生4年半之後（1948年6月28日） ，福井縣嶺北地方卻發生了福井地震。

## 巨大海嘯高度
| 地區             | 高度           |
| ---------------- | -------------- |
| 静岡縣下田市柿崎 | 2.5公尺        |
| 愛知縣一色町     | 1.5公尺        |
| 和歌山縣新宮市   | 2公尺～5公尺   |
| 三重縣尾鷲市     | 2.7公尺～9公尺 |
| 伊勢町（錦村）   | 7公尺          |
| 南島町           | 5.5公尺～6公尺 |
| 熊野市           | 3公尺～6.3公尺 |
| 紀伊長島町       | 4公尺          |

在地震之後引發的巨大海嘯在震央附近的尾鷲市與熊野灘海岸線1帶都造成了嚴重的破壞。在三重縣、和歌山縣海岸線的巨大海嘯高度很高，在新鹿地區高度是6公尺到8公尺、在賀田地區高度是7.1公尺、錦地區高度是6公尺、勝浦地區高度是4公尺到5公尺。巨大海嘯出現在尾鷲市賀田地區，高度是9公尺。巨大海嘯沿著伊勢灣進入內陸，也造成了不少傷亡。當時在美國夏威夷到阿拉斯加的測潮器在日本伊豆半島到九州海岸線都觀測到海嘯。

## 破壞情形
| 地區     | 人員傷亡           | 人員傷亡 | 住宅   | 住宅   | 非住宅 | 非住宅 |
| 地區     | 罹難人數和失蹤人數 | 受傷     | 全毀   | 半毀   | 全毀   | 半毀   |
| -------- | ------------------ | -------- | ------ | ------ | ------ | ------ |
| 愛知縣   | 438                | 1,148    | 6,411  | 19,408 | 10,121 | 15,890 |
| 静岡縣   | 295                | 843      | 6,970  | 9,522  | 4,862  | 5,553  |
| 三重縣   | 406                | 607      | 3,776  | 4,537  | 1,417  | 2,228  |
| 岐阜縣   | 16                 | 38       | 406    | 541    | 459    | 388    |
| 奈良縣   | 3                  | 17       | 89     | 177    | 244    | 224    |
| 滋賀縣   | 0                  | 0        | 7      | 76     | 28     | 88     |
| 和歌山縣 | 51                 | 74       | 121    | 604    | 46     | 63     |
| 大阪府   | 14                 | 135      | 199    | 1,629  | 124    | 63     |
| 山梨縣   | 0                  | 0        | 13     | 11     | 14     | 3      |
| 福井縣   | 0                  | 0        | 1      | 2      | 2      | 3      |
| 兵庫縣   | 0                  | 2        | 3      | 0      | 23     | 9      |
| 長野縣   | 0                  | 0        | 12     | 47     | 1      | 2      |
| 合計     | 1,223              | 2,864    | 18,008 | 36,554 | 17,341 | 24,514 |

這場地震也對和歌山縣與東海地方都造成了嚴重破壞，特別是在紀伊半島東岸新宮市。有26,146棟建築物在這場地震中都遭到了直接破壞，另外有3,059棟建築物而遭到地震也引發的巨大海嘯所摧毀，將近有47,000棟建築物同時因為地震與巨大海嘯而嚴重毀壞。昭和東南海地震最後導致有1,223人罹難或著是失蹤，有2,864人重傷。
昭和東南海地震破壞的地區很廣，以名古屋市為中心的中京是生產中島飛機的三菱財閥航空機産業的中心，軍機的生産也遭到了很大程度的破壞。東海道本線也遭受到破壞，尤其是掛川以西的地區。太田川周圍的貨物列車也因此出軌翻覆，並且起火燃燒。因為當時日本仍在太平洋戰爭當中，日本政府為了隱瞞東海地方的軍用工廠都遭到了破壞的消息，對戰爭帶來不利因素。因此對新聞報導進行管制，所以報章有小篇幅的報導。雖然日本政府刻意隱瞞地震傷亡的消息，但是美國仍然經由地震儀得知日本發生大地震的消息，美國《紐約時報》也有相關報導。

## 相關文獻
- 宮坂五郎・市川一雄「信濃毎日新聞社 ISBN 4784092013
- 中日新聞社会部編中日新聞社開發局出版開發部 ISBN 4806201405

## 外部連結
- 東南海・南海地震對策内閣府